# Berliner Bischofskonferenz
Die Berliner Bischofskonferenz war die Versammlung der römisch-katholischen Bischöfe der DDR. Sie bestand von 1976 bis 1990.

## Geschichte
Als sich nach dem Mauerbau 1961 die Teilung Deutschlands verfestigte und die Teilnahme der Bischöfe der DDR an der Deutschen Bischofskonferenz verhindert wurde, führten die seelsorgerlichen Erfordernisse zu einer eigenen Versammlung der ostdeutschen Bischöfe, zunächst der Berliner Ordinarienkonferenz.
In der Folgezeit erhöhte sich der Druck der Regierung der DDR auf den Apostolischen Stuhl, eine eigene Bischofskonferenz als auctoritas territorialis zu errichten; am 10. Juli 1974 unterbreitete der Botschafter der DDR in Italien dem Apostolischen Stuhl den formellen Vorschlag der DDR-Regierung, Unterredungen auf Außenministerebene zu führen. Obwohl die (west)deutsche Bischofskonferenz dieses Vorgehen als nicht förderlich betrachtete, kam es am 26. Juli 1976 zur Errichtung der Berliner Bischofskonferenz als eigenständiger, nicht aber als nationaler Bischofskonferenz der DDR.
Große Bedeutung wurde der Formulierung im Statut der Deutschen Bischofskonferenz beigemessen, das am 25. September 1976 vom Apostolischen Stuhl bestätigt wurde. Artikel 1 benennt die Deutsche Bischofskonferenz als den „Zusammenschluss der Bischöfe der deutschen Diözesen“. Dieser Formulierung zufolge gehörten also auch die Bischöfe auf dem Gebiet der DDR weiterhin zur Deutschen Bischofskonferenz. Der Bischof von Berlin war offiziell auch Mitglied der Deutschen Bischofskonferenz und ließ sich durch seinen West-Berliner Generalvikar vertreten.
1990, nach der Wiedervereinigung Deutschlands, wurden Deutsche und Berliner Bischofskonferenz zur Deutschen Bischofskonferenz vereinigt.

## Vorsitzende
- Alfred Bengsch, Bischof von Berlin (1976–1979)
- Gerhard Schaffran, Bischof von Dresden-Meißen (1980–1982)
- Joachim Meisner, Bischof von Berlin (1982–1989)
- Joachim Wanke, Apostolischer Administrator des Bischöflichen Amtes Erfurt-Meiningen (1989, kommissarisch)
- Georg Sterzinsky, Bischof von Berlin (1989–1990)

## Struktur
Die kirchenrechtliche Regelung auf dem Gebiet der DDR war kompliziert. Nur die Diözese Meißen lag vollständig auf dem Gebiet der DDR. Die Diözese Berlin umfasste auch West-Berlin. Görlitz, ehemals Teil der Erzdiözese Breslau, wurde Erzbischöfliches Amt, später Apostolische Administratur.
Die anderen Gebiete gehörten kirchenrechtlich zu Diözesen mit Sitz auf dem Gebiet der Bundesrepublik Deutschland. Diese wurden Bischöfliche Ämter. Eine Aufwertung zu Apostolischen Administraturen unterblieb entgegen dem Willen der DDR-Regierung.
Im Einzelnen gab es
- das Bischöfliche Amt Erfurt (zu Fulda)
- das Bischöfliche Amt Magdeburg (zu Paderborn)
- das Bischöfliche Amt Meiningen (zu Würzburg)
- das Bischöfliche Kommissariat, später Amt Schwerin (zu Osnabrück).

Erfurt und Meiningen wurden in Realunion als Bischöfliches Amt Erfurt-Meiningen geführt.